# Historia de un amor
Histoire d'un amour
Historia de un amor, dans la version française Histoire d'un amour, est une chanson de type boléro écrite et composée en 1955 par le Panaméen Carlos Eleta Almarán (1918-2013), inspiré par la mort récente  de la femme de son frère,.
Adaptée en français (toute première adaptation de ce titre) par Francis Blanche, elle est interprétée par Dalida en 1957 et connaît un grand succès dans les pays francophones.

## Création de la chanson

### Le thème
Il écrit cette chanson pour son frère, qui vient de perdre son épouse.
C'est une chanson dans laquelle un homme se rappelle un amour disparu.
Certains[Qui ?] y lisent[réf. nécessaire] que l'amour est un sentiment pérenne pour les femmes, mais qu'il n'est que passager pour les hommes.

## Interprètes

### Liste d'interprètes
La chanson de Carlos Almaran est reprise par de nombreux artistes comme Dalida première adaptation après la version originale (1957, en français), Luis Mariano (1957 et 1958, en français), Gloria Lasso (1958), Eydie Gormé & Trio Los Panchos, Mina, Pérez Prado (mambo instrumental), Manuel Ruiz Tello, Nicola Di Bari, Abbe Lane, Julio Iglesias, Angélica María, Nana Mouskouri, Roberto Galbès, Dizzy Reece, Pedro Infante, Luz Casal, Luis Miguel, Lili Boniche, Dany Brillant, Zaz, Cesária Évora, Tony Glausi, Agnès Jaoui ou encore Manuel Malou (es).
La chanson est reprise dans le septième album studio Amor & Pasión du groupe de crossover classique Il Divo, publié le 6 novembre 2015.

### Classement hebdomadaire de l'interprétation de Dalida (1957-1958)

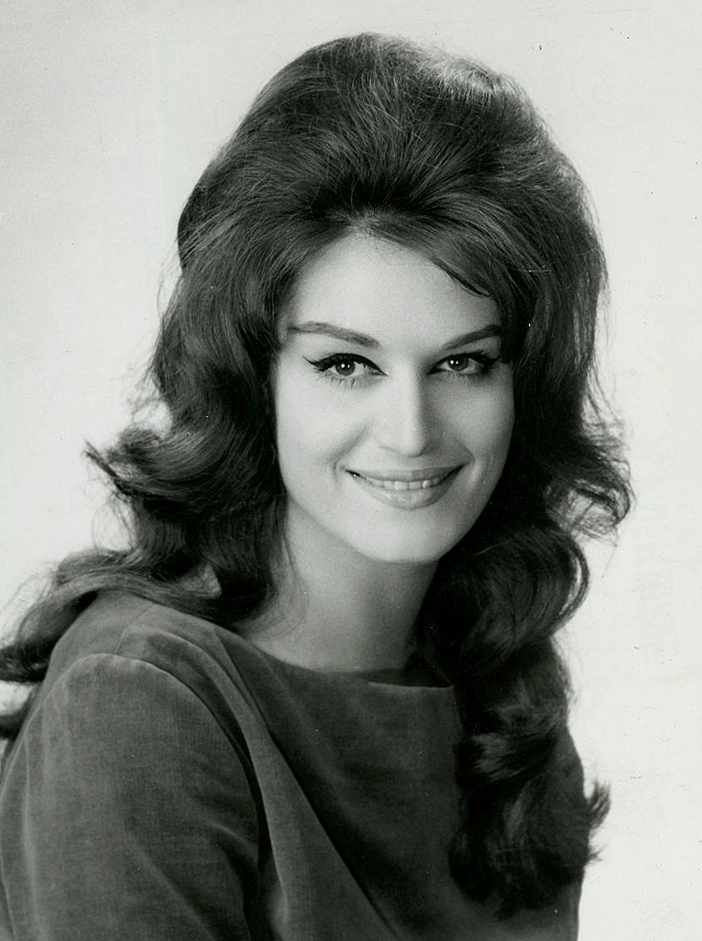
Dalida en 1957.

| Classement de Dalida (1957-1958) | Meilleure position |
| -------------------------------- | ------------------ |
| Québec                           | 9                  |
| Wallonie                         | 13                 |
| Italie                           | 13                 |
| France                           | 5                  |

## Adaptations
Elle a été traduite et interprétée dans un grand nombre de langues : 
- en anglais : Abbe Lane,
- en français : Dalida[4], Gloria Lasso, Petula Clark
- en portugais : Leandro e Leonardo, Tony Carreira
- en russe (Pervaya vstrecha de Claudia Shulzhenko[16],
- en polonais (Moje życie, twoje życie) : Stanisława Celińska),
- en arabe algérien (Dak El-Mahroum, de Cheb Hasni : aussi interprète
- en arabe tunisien (قصة حب عنيف (qisat hubun ʻanifatan), de Wafa Ghorbel : aussi interprète[17],
- en persan (Aramik Moosakhanian)[18],
- en chinois (我的心裡只有你沒有他 / wo de xin li zhi you ni mei you ta) : Jin Ting (1960), Leslie Cheung.

## Au cinéma

### Historia de un amor(1956)
Ayant rapidement connu le succès, cette chanson est utilisée pour la bande-son d'un film mexicain de 1956 (Historia de un amor de Roberto Gavaldón, avec l'actrice argentine Libertad Lamarque.

### Autres films
La chanson Historia de un amor est présente dans les films suivants :
- 1995 : Gazon maudit de Josiane Balasko
- 2002 : Embrassez qui vous voudrez de Michel Blanc
- 2003 : La fenêtre d'en face de Ferzan Özpetek, par Guadalupe Pineda[20]
- 2006 : Le Héros de la famille de Thierry Klifa, par Emmanuelle Béart[21]
- 2009 : Visage de Tsai Ming-liang, par Laetitia Casta
- 2018 : Un amour impossible de Catherine Corsini, par Caloé
- 2019 : Deux Moi de Cédric Klapisch[22], par Gloria Lasso[23]
- 2019 : Le Traître de Marco Bellocchio, par Guadalupe Pineda (en) (ainsi que par Pierfrancesco Favino)[24]
- 2022 : Rumba la vie de Franck Dubosc, par Karina Marimon[25]
- 2023 : La Nuit du verre d'eau de Carlos Chahine, reprise au piano par les personnages[26]